# Смит, Уильям Данкан
Уильям Данкан Смит (англ. William Duncan Smith; 28 июля 1825, Огаста, штат Джорджия, США — 4 октября 1862, Чарлстон, штат Южная Каролина, КША) — американский офицер, выпускник военной академии США в Вест-Пойнте. Проходил службу во 2-й Кавалерийском полку в армии США. Участвовал в Американо-мексиканской войне. С началом Гражданской войны подал в отставку в звании капитана и поступил на службу в армию КША в звании бригадного генерала. Командовал 1-й бригадой конфедеративного округа Джорджия в департаменте Южная Каролина и Джорджия. Скончался во время войны, заразившись жёлтой лихорадкой.

## Ранние годы
Уильям Данкан Смит родился 28 июля 1825 года в Огасте, в штате Джорджия. В июле 1842 года поступил в военную академию США, которую окончил через четыре года, заняв 35-е место по успеваемости из 59 мест в выпуске 1846 года. Он был назначен временным вторым лейтенантом во 2-й драгунский полк в армии США. 18 августа 1847 года его повысили в звании до второго лейтенанта.
Принимал участие в Американо-мексиканской войне, во время которой был ранен в сражении при Молино-дель-Рей 8 сентября 1847 года. После войны служил в кавалерийском училище в Карлайле. В 1848—1849 годах проходил службу в Остине в Техасе, в 1850—1851 годах служил в Альбукерке и Себоллете в Нью-Мексико, в 1853 году вернулся в Карлайлское училище. В 1853—1854 годах проходил службу в форте Вебстер, в 1854 году — в форте Торн, в 1856 году — в форте Рендалл в Дакоте, с 1856 по 1857 год — в форте Керни в Небраске. В 1856—1857 годах участвовал в Ютской экспедиции. 8 августа 1851 года его повысили в звании до первого лейтенанта. 4 июня 1858 года он получил звание капитана армии США. Свой отпуск с 1859 по 1861 год провёл в Европе.

## Гражданская война
С началом гражданской войны подал в отставку из армии США 28 января 1861 года и 16 марта того же года поступил на службу в армию КША в звании капитана кавалерии. В тот же день его перевели в пехоту, повысив в звании до майора. Вскоре после этого был назначен в 1-й Джорджианский пехотный полк. Он был помощником генерал-адъютанта при обороне Саванны 25 июня 1861 года. 14 июля его повысили до звания полковника и назначили командующим 20-м Джорджианским пехотным полком. 7 марта 1862 года его повысили до звания бригадного генерала и назначили командующим 1-й бригадой дистрикта Джорджия (в департаменте Южной Каролины и Джорджии). В этом звании он служил с 30 апреля по 8 июля и командовал одним из флангов в армии бригадного генерала Натана Эванса в сражении при Сесешнвилле. После этого он принял командование над 1-м субдистриктом округа Южной Каролины, который возглавлял до самой смерти.
Уильям Данкан Смит умер от желтой лихорадки в действующей армии в Чарльстоне, в штате Южная Каролина. Его тело привезли в родной город, где похоронили на городском кладбище Огасты.